# Do or Die
Do or Die är ett album av den amerikanska musikgruppen Dropkick Murphys, utgivet i januari 1998 på Hellcat Records.

## Låtlista
1. "Cadence to Arms" - 1:49
2. "Do or Die" - 1:50
3. "Get Up" - 2:06
4. "Never Alone" - 2:54
5. "Caught in a Jar" - 2:19
6. "Memories Remain" - 2:25
7. "Road of the Righteous" - 2:56
8. "Far Away Coast" - 2:41
9. "Fightstarter Karaoke" - 2:18
10. "Barroom Hero" - 2:57
11. "3rd Man In" - 2:18
12. "Tenant Enemy #1" - 2:13
13. "Finnegan's Wake" - 2:19
14. "Noble" - 2:34
15. "Boys on the Docks (Murphys' Pub version)" - 2:33
16. "Skinhead on the MBTA" - 3:49